# Whole Earth Review
Le Whole Earth Review (Whole Earth après 1997) est un magazine fondé en janvier 1985 après la fusion de la Whole Earth Software Review (un supplément au catalogue des logiciels Whole Earth) et du CoEvolution Quarterly. 
Tous ces périodiques sont des descendants du catalogue Whole Earth de Stewart Brand.
Le dernier numéro sur papier publié du magazine était le numéro d'hiver 2002. Le prochain numéro (printemps 2003) était prévu mais n'a jamais été publié en format papier. Bruce Sterling a tenté de solliciter des fonds pour ce numéro en écrivant que les amis de Whole Earth Magazine ont connu une crise de financement si grave que le numéro spécial du printemps 2003 (#111) sur la singularité technologique, édité par Alex Steffen de la Viridian curia n'a pas été imprimé et distribué. Le Whole Earth sollicite des dons pour imprimer le numéro et a mis une partie du contenu en ligne. Finalement, des éléments du numéro de 2003 ne sont apparus qu'en format numérique sur le site Web Whole Earth,,.

## Description
Fred Turner discute de la création de la Whole Earth Review dans From Counterculture to Cyberculture: Stewart Brand, Whole Earth Network, and the Rise of Digital Utopianism. Turner note qu'en 1983, The Whole Earth Software Catalog a été proposé par John Brockman comme un magazine qui « ferait pour calculer ce que le [Whole Earth Catalog] original avait fait pour la contre-culture : identifier et recommander les meilleurs outils à mesure qu'ils émergeaient. » Le premier numéro a été publié à l'automne 1984. Cependant, le catalogue de logiciels Whole Earth a été un échec commercial et n'a été publié que deux fois, avec seulement trois des suppléments de The Whole Earth Software Review publiés. Dans le même temps, une autre publication de la marque, CoEvolution Quarterly, est issue du supplément Whole Earth original en 1974. En 1985, Brand a fusionné CoEvolution Quarterly avec The Whole Earth Software Review pour créer la Whole Earth Review.
L'automne 1984, le numéro 43 est intitulé The Last CoEvolution Quarterly. La couverture indique également : « Le prochain numéro est Whole Earth Review : livelier snake, new skin ». En janvier 1985, le numéro 44 est intitulé Whole Earth Review : Tools and Ideas for the Computer Age. Dans un article intitulé Whole Earth Software Catalog Version 1.1, Stewart Brand déclare qu'il y a trois publics cibles pour la nouvelle Whole Earth Review :
1. Le public du Whole Earth Software Catalog,
2. le public de The Whole Earth Software Review,
3. le public de CoEvolution Quarterly[10].

Le bureau de Whole Earth Review était à côté de The WELL, un autre projet que Stewart Brand et associés ont cofondé.
Les rédacteurs de Whole Earth, Kevin Kelly et Howard Rheingold, ont tous deux édité d'autres magazines.